# Ванила
Ванила је зачин, који представља ферментисане плодове различитих врста биљака орхидеја из рода Vanilla. Име потиче од француске речи vanille од шпанске речи vainilla (махуница). 

## Врсте и распрострањеност
Род ванила се састоји од око 110 врста, од којих 15 даје ароматичне плодове,. Најзначајнија врста је Зачинска ванила (Vanilla planifolia). Зачинска ванила потиче из Мексика и Средње Америке. Данас се највише гаји на Мадагаскару, Реиниону (које се раније звало Острво Бурбона) и другим острвима у Индијском океану. 
Поред зачинске ваниле, комерцијално се користе још тахити ванила (Vanilla tahitensis) и гваделупе ванила (Vanilla pompona). Тахити ванила успева на јужном Пацифику. Она је близак род зачинској ванили, али се од ње разликује по ароми. Тахити ванила садржи мање ванилина, али већу концентрацију других ароматичних састојака. Гваделупе ванила потиче из Средње и Јужне Америке. Данас се комерцијално узгаја на 
Карибима. Њене ароматске особине су сличне тахити ванили, па се обе врсте користе у произвоњи парфема.

## Историја
У древном Мексику ванила је била позната под именом „какишанатл“ (cacixanatl, астечки: дубоки цвет). У хроници астечког вође Ицкоатла забележено је да су покорени Тотонаци део свог данка давали у ванили. Тотонаци су дуго били једини народ који су умели да експлоатишу биљку ваниле. По њиховој легенди о настанку ваниле, она се појавила као биљка израсла из тела убијене принцезе. Регион Веракруз уз обалу Мексичког залива важи као завичај ваниле. 
Ванила је обично коришћена у комбинацији са какаом, при чему је ублажавала његову горчину. Постоји сведочанство да је Монтезума II дневно пио око педесетак чаша коктела какаоа и ваниле. Први Европљанин почашћен овом пићем вероватно је био Ернан Кортез. 
У наредним деценијама употреба ваниле се проширила у Шпанију и остатак Европе. То је била посластица богатих и шпански државни монопол. Постојала је забрана да се ова биљка износи из Мексика, а за тај прекршај је предвиђена смртна казна. 
Тек после независности Мексика (1810) први примерци биљке ваниле стигли су у ботаничке баште у Паризу и Антверпену. Холанђанима је 1819. успело да ову биљку култивишу у својој колонији Јави. Французи су ову биљку донели на острво Реинион 1822. Острво се тада звало Бурбон, одакле потиче назив бурбон ванила. Оплодња цветова је морала да буде вештачка, јер овде није постојала врста пчела која је у Мексику вршила пренос полена. 
Природна ванила је била скупа. Индустријски начин производње ванилина из смоле четинара откривен је у Немачкој 1874. 
Од почетка 20. века центар производње бурбон ваниле се преселио са Реиниона на североисток Мадагаскара. Данас су Мадагаскар и Филипини главни произвођачи ваниле.

## Хемијски састав
Иако у екстракту ваниле постоје многе супстанце, главни састојак одговоран за карактеристичан мирис и арому је ванилин (4-хидрокси-3-метоксибензалдехид). Друга важна супстанца је пиперонал. Пиперонал је важан састојак мириса ваниле. Ванилин је први пут издвојен из ваниле 1858. Откриће начина издвајања ванилина из смоле четинара 1874. изазвало је кризу у производњи природне ваниле.